# Asma Shiri
Asma Shiri (arabe : أسماء السحيري), née le 1er juillet 1972 à Makthar, est une femme politique tunisienne. Elle est ministre de la Femme, de la Famille, de l'Enfance et des Seniors, porte-parole du gouvernement et, par intérim, ministre de la Jeunesse et des Sports en 2020.

## Biographie
Originaire de Makthar, elle est titulaire d'un diplôme de cycle supérieur de l'École nationale d'administration (ENA), dont elle devient la directrice en 2018,. 
Elle entame sa carrière professionnelle en 1997 au Premier ministère. En 2012, elle est la première femme à occuper le poste de conseillère juridique et de législation du gouvernement. Elle est membre du Conseil des pairs pour l'égalité des chances hommes-femmes et membre du Comité juridique pour l'élaboration de la stratégie nationale de l'institutionnalisation du genre. Elle enseigne également dans plusieurs établissements (ENA, École nationale des finances, Institut de financement du développement du Maghreb et Institut de défense nationale).
Le 27 février 2020, elle est nommée ministre de la Femme, de la Famille, de l'Enfance et des Seniors dans le gouvernement d'Elyes Fakhfakh. Le 7 avril de la même année, elle est nommée porte-parole du gouvernement. Le 15 juillet, elle est nommée ministre de la Jeunesse et des Sports par intérim après le limogeage de son prédécesseur dans le cadre du limogeage collectif des ministres d'Ennahdha.
Le 2 décembre, elle est nommée secrétaire générale à la Présidence du gouvernement chargée des Affaires maritimes.